# 持明院家胤
持明院家胤（じみょういん いえたね、宝永2年（1705年）8月27日 - 延享4年（1747年）8月6日）は、江戸時代中期の公卿。

## 官歴
- 享保8年（1723年）：従五位上、侍従
- 享保11年（1726年）：正五位下
- 享保13年（1728年）：左権少将
- 享保14年（1729年）：従四位下
- 享保16年（1731年）：左権中将
- 享保18年（1733年）：従四位上
- 元文2年（1737年）：正四位下
- 寛保元年（1741年）：従三位
- 寛保3年（1743年）：参議、播磨権守
- 延享2年（1744年）：左兵衛督
- 延享3年（1745年）：讃岐権守

## 系譜
- 実父：石野基顕
- 養父：持明院基雄
- 養子：持明院宗時（高倉永房の子）